# Henning Grenander
Henning Grenander (1874-1958) was een Zweeds kunstschaatser.
Op het derde WK Kunstrijden voor mannen veroverde hij de wereldtitel, de wereldkampioenen van 1896 (Gilbert Fuchs) en 1897 (Gustav Hügel) achter zich latend op de plaatsen twee en drie.
Op het EK van 1893 veroverde hij de tweede plaats achter de Oostenrijkse kampioen Eduard Engelmann.

## Belangrijke resultaten
| Kampioenschap          | 1893   | 1894 | 1895 | 1896 | 1897 | 1898 |
| ---------------------- | ------ | ---- | ---- | ---- | ---- | ---- |
| Wereldkampioenschap    |        |      |      |      |      | Goud |
| Europees Kampioenschap | Zilver |      |      |      |      |      |